# Ђуварашти (Олт)
Ђуварашти (рум. Giuvărăşti) насеље је и општина у Румунији у жупанији Олт. Oпштина се налази на надморској висини од 34 m.

## Становништво
Према подацима из 2002. године у насељу је живело 2732 становника, од којих су сви румунске националности.